# Myśleć jak Leonardo da Vinci
Myśleć jak Leonardo da Vinci (How to Think like Leonardo Da Vinci: Seven Steps to Genius Everyday) – książka autorstwa Micheala J. Gelba traktująca o umysłowości włoskiego artysty renesansowego i naukowca, Leonarda da Vinci. Autor za główny cel stawia sobie zanalizowanie siedmiu zasad, które stanowiły fundament egzystencji Leonarda i wzór dla jego naśladowców.

## Treść
Analiza jego notatek, wynalazków i dzieł sztuki umożliwiła pisarzowi nakreślenie 7 zasad geniuszu Leonarda, które, jak twierdzi autor, są dostępne do osiągnięcia dla każdego za sprawą wskazówek i zalecanych przez niego ćwiczeń, które mają pomóc w wyzwoleniu potencjału intelektualnego każdego z nas.
Autor we wstępie dąży do udowodnienia, iż zdolności ludzkiego mózgu przekraczają wyobrażenia człowieka na ten temat. Następnie dokonuje prezentacji renesansu i jego wpływu na współczesność. Potem przedstawia życiorys naukowca. Po tym przechodzi do głównej analizy i przedstawia siedem zasad kierujących życie Leonarda: Curiosita, Dimostrazione, Sensazione, Sfumato, Arte/scienza, Corporalita, Connessione; a następnie analizuje zjawisko masowego pojawiania się Leonarda da Vinci we współczesnej kulturze.

## Recenzje
Książka Gelbsa doczekała się wielu recenzji amerykańskich i kanadyjskich mediach m.in. w: Wausau Daily Herald, The Manhattan Mercury, Chicago Tribune, Chicago Sun-Times, St. Louis Post-Dispatch, The Philadelphia Inquirer, Investment Advisor, Ottawa Citizen, The Washington Post, National Post.